# Espinalonga
Espinalonga (em grego: Σπιναλόγκα) oficialmente conhecida como Calidão (em grego: Καλυδών), é uma ilha localizada próxima de Elunda, na baía de Mirabelo, no nordeste de Creta, na prefeitura de Lasíti. Fica próxima da península de Colocítia e seu nome significa spina (espinho) e lunga (longo), nome atribuído pelos venezianos com base no antigo nome da ilha de Giudecca. Inicialmente fazia parte da península, no entanto, em 1526 os venezianos a cortaram com um canal entre ambas, formando a pequena ilha.
Atualmente a ilha encontra-se desocupada e é uma atração turística popular em Creta. Fez parte da série televisiva britânica Quem paga o barqueiro? e o filme experimental de Werner Herzog, Last Words. O conto Espinalonga, de John Ware, sobre um grupo de turista que visita a ilha, foi incluído no Décimo terceiro Livro Pan de Histórias de Horror. É também o cenário para o romance de 2005 A Ilha de Victoria Hislop. O livro foi adotado para a televisão pelo Mega Canal Grécia.

## História
A história da ilha está intimamente ligada à história da cidade de Elunda (antiga Olunte). Durante a antiguidade Olunte constantemente conflitou com a pólis de Lato por hegemonia territorial, e nos períodos romano e bizantino a cidade teve um próspero desenvolvimento.

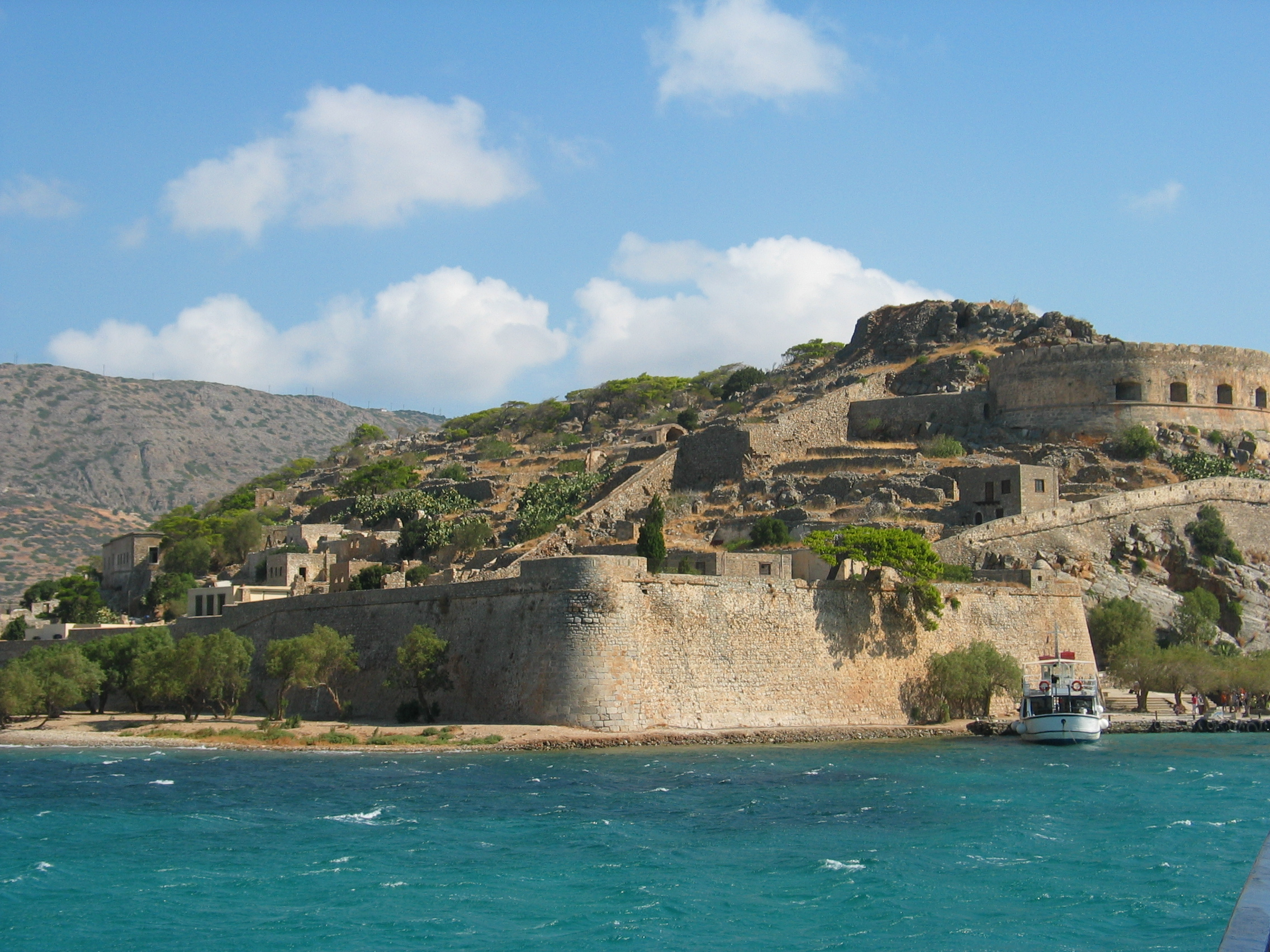
Vista da fortaleza de Espinalonga

Durante o século VII a cidade sofreu com o súbito aparecimento de corsários árabes no mediterrâneo. Elunda permaneceu desabitada até meados do século XV, quando os venezianos reconstruíram e melhoraram a cidade, especialmente seu porto, devido ao lucrativo comércio de sal da região. Esse fato, em combinação com a ameaça turca emergente, particularmente após a queda de Constantinopla em 1453, e os contínuos ataques piratas, forçou os venezianos a fortalecer a ilha. Em 1579, construíram uma poderosa fortaleza na ilha de Calidão sobre as ruínas de uma antiga acrópole, para que tal protegesse o porto de Elunda de ataques de piratas e dos otomanos que estavam se infiltrando na região.
Espinalonga, juntamente com Grambússa e Suda, permaneceram nas mãos de Veneza, mesmo depois de o resto da ilha ter caído sob poder dos otomanos na Guerra de Creta (1645-1669), até 1715, quando tais fortalezas caíram perante os otomanos durante a última Guerra otomano-veneziana. Estas três fortalezas defenderam as rotas comerciais de Veneza e também foram bases úteis no caso de uma nova guerra com os turcos em Creta. Muitos cristãos encontraram refúgio nestas fortalezas após a chegada turca.
Em 1715, os turcos capturaram Espinalonga terminando com o último refúgio veneziano, assim como o último traço do exército veneziano presente na ilha de Creta. No final da ocupação turca, a ilha, juntamente com o forte em Ierápetra, foi o refúgio de muitas famílias otomanas que temiam represálias cristãs. Após a revolução de 1866, outras famílias otomanas chegaram à ilha de todas as regiões de Mirabelo. Durante a revolta cretense de 1878, apenas a fortaleza de Espinalonga e a de Ierápetra não foram tomadas pelos insurgentes cristãos de Creta. Em 1881, 1112 otomanos formaram sua própria comunidade. Mais tarde, em 1903, os últimos turcos deixaram a ilha.
A ilha foi posteriormente usada como colônia de leprosos entre 1903 e 1957. É notável por ter sido uma das últimas colônias de leprosos ativa na Europa. O último habitante, um padre, deixou a ilha em 1962. A partir de 2002, poucos lazaretos permaneceram na Europa.